# Andreaeidae
- Commons
- Wikispecies

Andreaeidae é uma sub-classe de plantas não vasculares pertencente à classe Andreaeopsida, divisão Bryophyta.

## Ordens
A subclasse apresenta duas ordens:
Ordem 1: Andreaeales
Família: Andreaeaceae
Gêneros: Andreaea
Ordem 2: Andreaeobryales
Família: Andreaeobryaceae
Gêneros:Andreaeobryum